# أوليفر هاردي
أوليفر نورفيل «بايب» هاردي (بالإنجليزية: Oliver Norvell "Babe" Hardy)‏ (اسمه عند الولادة نورفيل هاردي (بالإنجليزية: Norvell Hardy)‏؛ 18 يناير 1892 – 7 أغسطس 1957)، ممثل كوميدي أمريكي.
أحد نصفي لوريل وهاردي، وهو الفريق الكوميدي الذي بدأ في عصر الأفلام الصامتة واستمر نحو ربع قرن 1927-1951. ظهر هاردي مع شريكه الكوميدي ستان لوريل في 107 فيلما قصيرا وطويلا وأدوار شرفية. سجل هاردي في أول فيلم له، Outwitting Dad، في عام 1914. وسجل في بعض أعماله الأولى بلقبه «بيب هاردي».

## النشأة والتعليم
ولد نورفيل هاردي في هارلم، جورجيا. وكان والده أوليفر جنديا جنوبيا في الحرب الأهلية الأمريكية وأصيب في معركة أنتيتام في 17 سبتمبر 1862. تم تسريح أوليفر هاردي الأب من فوج جورجيا السادس عشر، وساعد والده في إدارة ما تبقى من مزرعة القطن التي تملكها الأسرة. اشترى حصة في متجر تجزئة وانتخب جامع ضرائب بدوام كامل في مقاطعة كولومبيا. أما أمه فهي إميلي نورفيل وهي ابنة توماس بنجامين نورفيل وماري فريمان، وهي من نسل النقيب هيو نورفيل من ويليامزبرج، فيرجينيا والذي أتى إلى فيرجينيا قبل عام 1635. تزوج هاردي من نورفل في 12 مارس 1890؛ وكان هذا الزواج الثاني للأرملة إميلي، والثالث لأوليفر. يعود نورفيل لأصل إنجليزي من جهة أبيه واسكتلندي من جهة أمه.
انتقلت العائلة إلى ماديسون، جورجيا في عام 1891، قبل ولادة نورفيل. امتلكت إميلي هاردي منزلا في هارلم، والذي كان إما فارغا أو مستأجرا للمزارعين. يرجح أن نورفيل ولد في هارلم، رغم أن بعض المصادر تقول أنه ولد في كوفينغتون، مسقط رأس والدته. توفي والده بعد أقل من عام من ولادته. كان نورفيل هو الأصغر بين خمسة أطفال. توفي شقيقه الأكبر سام هاردي في حادث غرق في نهر أوكوني. حاول نورفيل سحب شقيقه من النهر لكنه لم يتمكن من إنعاشه.
كان هاردي طفلا صعب المراس في بعض الأحيان. وأرسل إلى كلية جورجيا العسكرية في ميلدغفيل في شبابه. تم إرساله إلى كلية يونغ هاريس في شمال جورجيا في في فصل الخريف الدراسي (سبتمبر 1905 – يناير 1906) عندما كان عمره 13 عاما. وكان في قسم بداية الثانوية من تلك المؤسسة.
لم يهتم هاردي كثيرا بتعليمه الرسمي، على أنه اهتم مبكرا بالموسيقى والمسرح، وربما تأثر من المستأجرين في بيت والدته. وانضم بعدها إلى مجموعة مسرحية وهرب فيما بعد من مدرسة داخلية بالقرب من أتلانتا ليغني مع المجموعة. اعترفت والدته بموهبته الغنائية وأرسلته إلى أتلانتا لدراسة الموسيقى والغناء مع المعلم أدولف دام بيترسن. تخطى هاردي بعض دروسه ليغني في سينما ومسرح ألكازار مقابل 3.50 دولار في الأسبوع. ثم قرر العودة إلى ميلدجيفيل.
في وقت ما قبل عام 1910، بدأ هاردي يصف نفسه «أوليفر نورفل هاردي»، مضيفا الاسم الأول «أوليفر» كتكريم لأبيه. وظهر باسم «أوليفر ن هاردي» في تعداد الولايات المتحدة عام 1910 (سجل في التعداد باسم «أوليفر م. هاردي» وأنه «فني كهرباء» في «مسرح كهربائي». وسجل خطأ بأنه «ابن» رجل يدعى روي ج. بايسدن). واستخدم «أوليفر» ليكون اسمه الأول في جميع السجلات القانونية اللاحقة وإعلانات الزواج وما إلى ذلك.
انضم هاردي إلى الحركة الماسونية في محفل سليمان رقم 20 في جاكسونفيل، فلوريدا. تم ذكر عضويته في مقابلة تلفزيونية على حلقة من برنامج This Is Your Life في عام 1954. أرادت أمه أن يدخل جامعة جورجيا في خريف عام 1912 لدراسة القانون، ولكن لا يوجد دليل على أنه فعل هذا.

## المسيرة

### بداياته

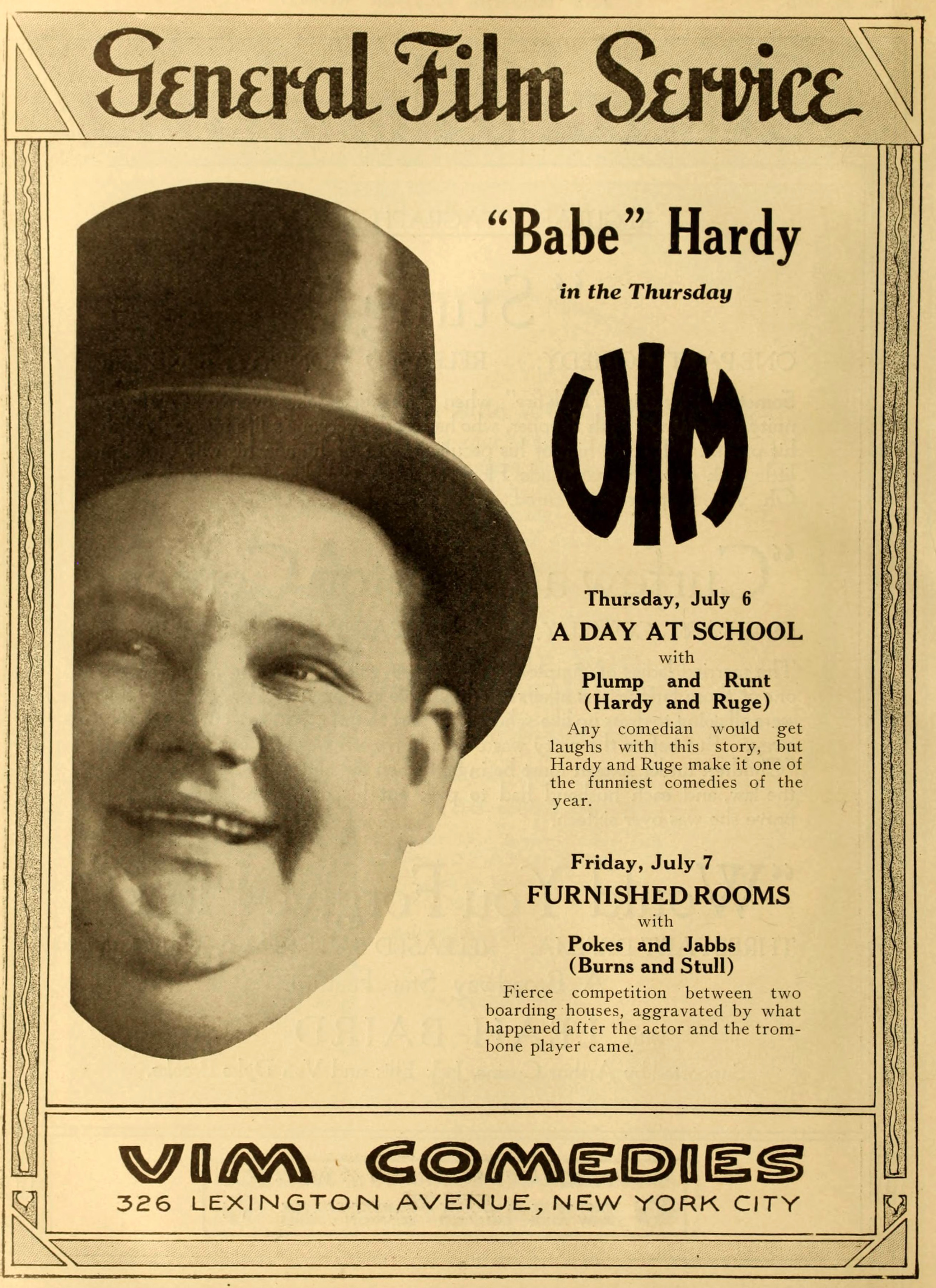
إعلان يحمل صورة هاردي لفيلم "يوم في المدرسة" (1916) وهو جزء من سلسلة بلامب ورانت

في عام 1910، افتتح مسرح سينمائي في بلدة ميلدجيفيل، وعمل هاردي هناك كعامل مسلاط ومحصل تذاكر وفراش ومدير. وسرعان ما أصبح مهووسا بصناعة السينما السينمائية الجديدة، وكان مقتنعا بأن بإمكانه التمثيل أفضل ممن رآهم على الشاشة. اقترح عليه أحد الأصدقاء أن ينتقل إلى جاكسونفيل، فلوريدا، حيث يتم تصوير بعض الأفلام. فعل هاردي هذا في عام 1913، وعمل في جاكسونفيل كمغني في الملاهي ومسارح الفودفيل ليلا، وعمل في شركة لوبين للتصنيع نهارا. وفي هذا الوقت التقى مادلين سالوشين، وهي عازفة بيانو، وتزوجا في 17 نوفمبر 1913 في ماكون، جورجيا.
في العام التالي مثل هاردي في أول فيلم له، Outwitting Dad عام 1914 في استوديو لوبين. سجل على الفيلم باسم أو إن هاردي. كان هاردي يعرف في حياته الشخصية بلقب «بايب»، وهو لقب أطلقه عليه حلاق إيطالي. وتم تسجيله باسم «بايب» في عدد من أفلامه اللاحقة مع لوبين. كان هاردي ضخم الجثة وبلغ طوله 6 قدم و1 بوصة ووصل وزنه إلى 300 رطل، وتسبب هذا بتقييد أدواره التي يلعبها، وكان غالبا ما يلعب دور «الثقيل» أو الشرير.
وبحلول عام 1915، مثل هاردي في 50 فيلما قصيرا من بكرة واحدة في لوبين. انتقل بعد ذلك إلى نيويورك وقدم أفلام لاستودويهات باثي وكازينو وإديسون. عاد إلى جاكسونفيل ومثل أفلاما لشركة فيم كوميدي. تم إغلاق هذا الاستوديو بعد أن اكتشف هاردي أن أصحابه كانوا يسرقون من كشوف المرتبات. عمل بعدها في استوديو كينغ بي الذي اشترى فيم كوميدي. عمل هاردي وقتها مع نجوم آخرين مثل بيل روج وبيلي ويست (مقلد تشارلي تشابلن) والممثلة الكوميدية إثيل بيرتون بالمر. استمر هاردي في لعب دور «الثقيل» مع ويست في أوائل عقد 1920، وغالبا ما كان يقلد الممثل اريك كامبل في مقابل تقليد ويست لشابلن.

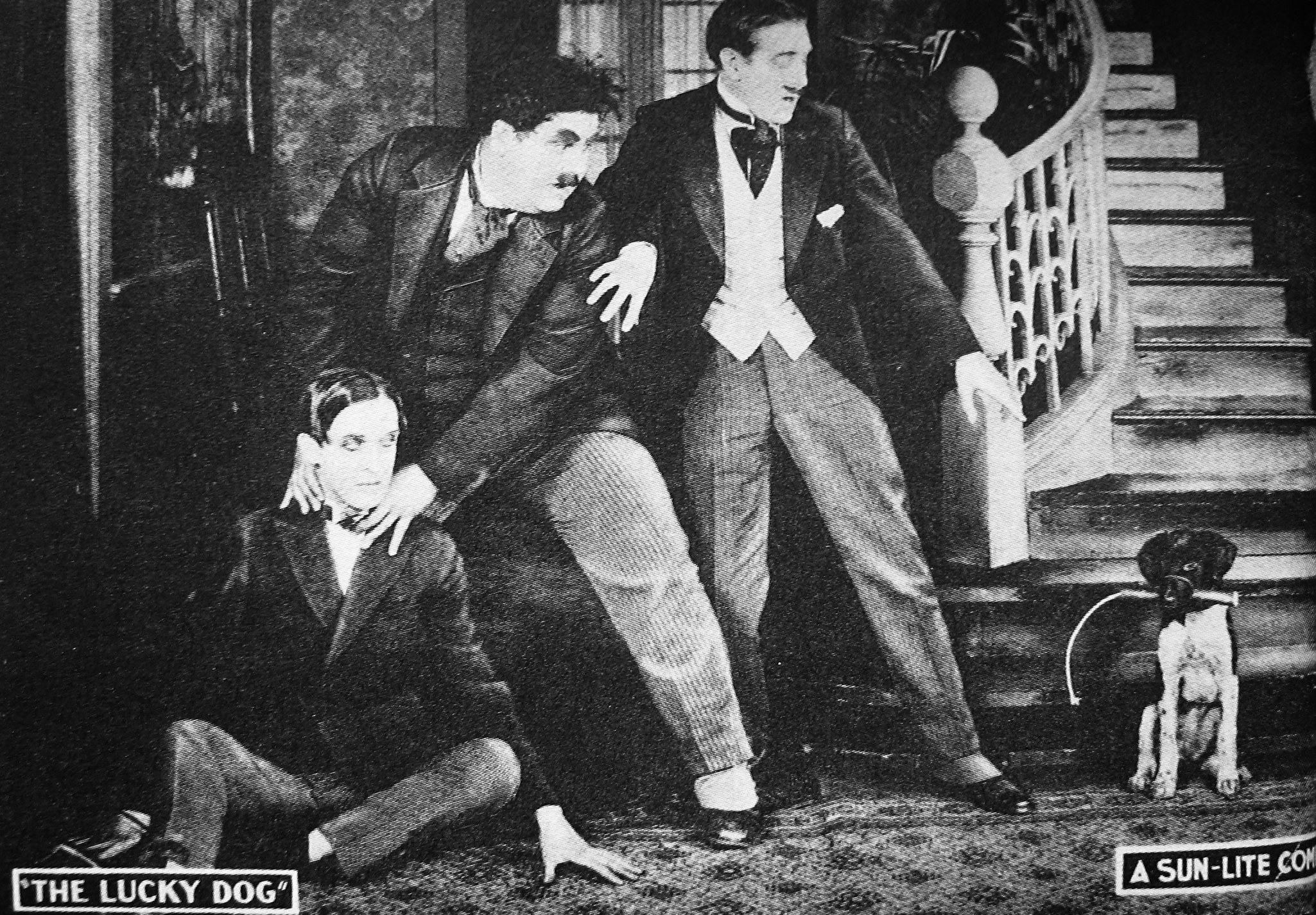
مع ستان لوريل في فيلم الكلب المحظوظ (1921)، قبل فترة من أن تشكيل الثنائي بينهما.

في عام 1917 انتقل هاردي إلى لوس أنجلس، وعمل لحسابه الخاص في العديد من استوديوهات هوليوود. ومثل هاردي في أكثر من 40 فيلما بين عامي 1918 و1923 لشركة فيتاغراف، ولعب في معظمها دور «الثقيل» مع لاري سيمون. انفصل هاردي عن زوجته في عام 1919، وانتهى زواجهما بطلاق مؤقت في نوفمبر 1920، واستكملت إجراءاته في 17 نوفمبر 1921. تزوج هاردي مرة أخرى من الممثلة ميرتل ريفز في 24 نوفمبر 1921. ولم يكن هذا الزواج سعيدا أيضا إذ أصبحت ريفز مدمنة على الكحول.
في عام 1921، ظهر هاردي في فيلم الكلب المحظوظ من إنتاج برونكو بيلي أندرسون وبطولة فنان كوميدي بريطاني شاب يدعى ستان لوريل. لعب أوليفر هاردي دور لص يحاول سرقة شخصية ستان. لم يعمل الاثنان معا لسنوات أخرى. في عام 1924، بدأ هاردي العمل في استوديوهات هال روتش مع أفلام «آور غانغ» وتشارلي تشيس. وفي عام 1925، لعب دور البطولة بدور رجل الصفيح في فيلم ساحر أوز. ومثل في ذلك العام أيضا في فيلم Yes, Yes, Nanette! من بطولة جيمي فينلايسون وإخراج ستان لوريل. (كان فينلايسون ممثلا مساعدا في عدد من أفلام لوريل وهاردي اللاحقة.)  كما واصل لعب الأدوار الثانوية في أفلام كلايد كوك وبوبي راي.
في عام 1926، كان من المقرر أن يظهر هاردي في فيلم Get 'Em Young. لكنه دخل المستشفى بعد أن أحرقه ساق لحم الضأن الساخن. تم وضع لوريل مكانه، حيث كان يعمل مؤدي مجازفات ومخرج في استوديوهات روتش. واصل لوريل العمل، وظهر في ذات العام في نفس الفيلم مع هاردي، بعنوان 45 دقيقة من هوليوود، رغم أنهما لم يشتركا معا أي مشهد منه.

### مع ستان لوريل

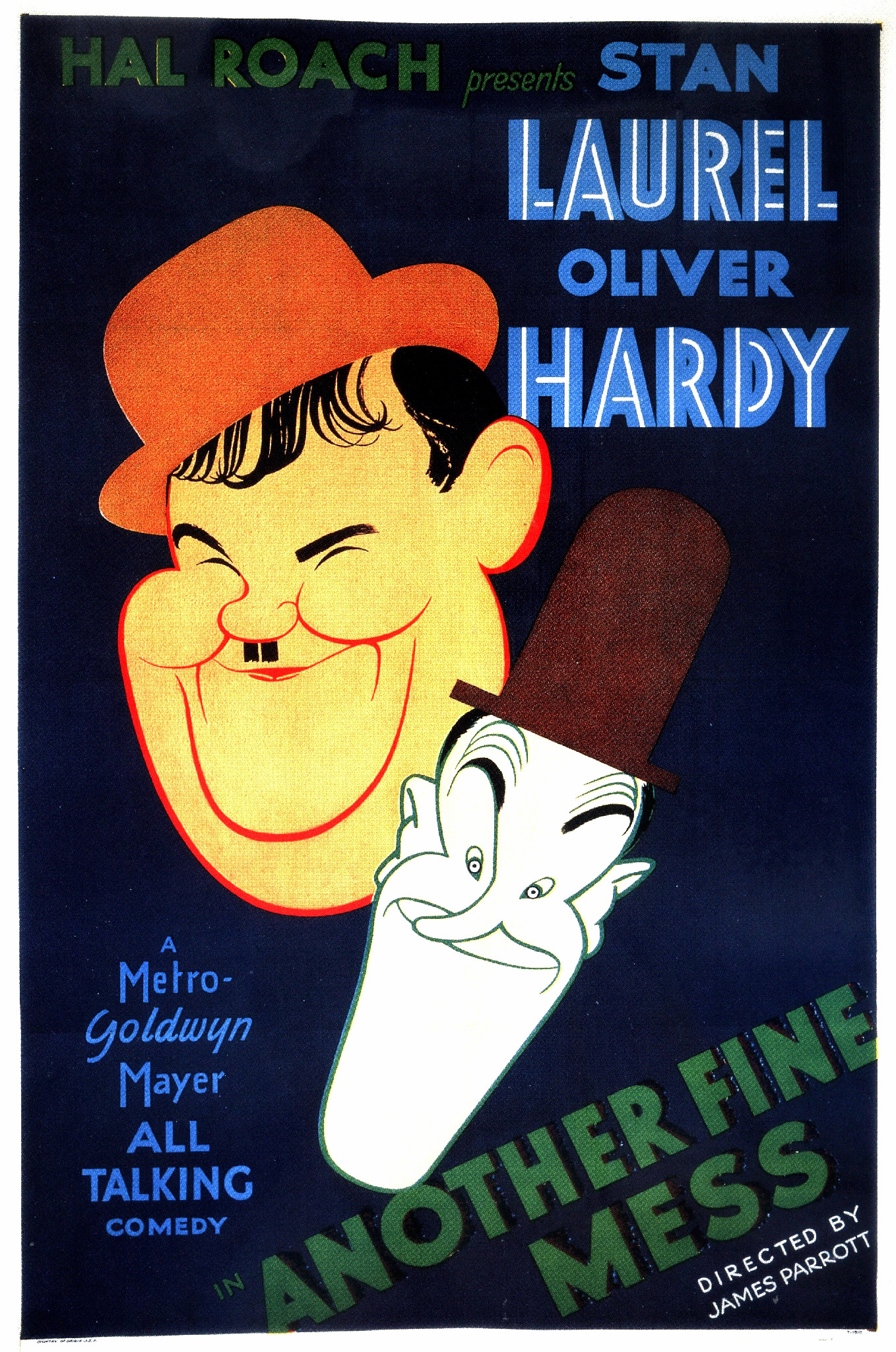
ملصق فيلم Another Fine Mess عام 1930

في عام 1927، بدأ لوريل وهاردي العمل معا بشكل فعلي في فيلم Slipping Wives، وفيلم Duck Soup (لا علاقة له بفيلم الأخوة ماركس بنفس الاسم من عام 1933) وفيلم With Love and Hisses. أدرك المدير المشرف ليو مكاري رد فعل الجمهور على الاثنين، بدأ بجمعهما معا. وأدى ذلك إلى بداية سلسلة لوريل وهاردي في وقت لاحق من ذلك العام.
بدأ الاثنان إنتاج مجموعة ضخمة من الأفلام القصيرة، بما في ذلك معركة القرن (1927) (إحدى أكبر معارك الفطائر التي تم تصويرها)، Should Married Men Go Home? (1928)، Two Tars (1928)، Unaccustomed As We Are (1929، ومثل انتقالهم إلى الأفلام الناطقة) Berth Marks (1929)، Blotto (1930)، Brats (1930) (مع ستان وأولي يلعبان أنفسهم وكذلك «أبناءهم»، وذلك باستخدام أثاث ضخم) Another Fine Mess (1930)، Be Big! (1931)، وغيرها الكثير.
في عام 1929، ظهر الاثنان في أول فيلم طويل لهما، في إحدى فقرات فيلم منوعات هوليوود المسرحية 1929، وفي العام التالي ظهر الاثنان كترويح فكاهي فيلم موسيقي ملون بعنوان The Rogue Song. وكان هذا أول ظهور لهما بالألوان، ولكن بقيت منه أجزاء بسيطة فقط. في عام 1931، لعب الثنائي دور البطولة في أول فيلم طويل لهما، وهو Pardon Us؛ واستمرا بتمثيل الأفلام القصيرة حتى عام 1935. وأحد هذه الأفلام، بعنوان صندوق الموسيقى عام 1932، فاز بجائزة الأوسكار لأفضل فيلم حي قصير – وهو الوحيد لهم الذي نال هذه الجائزة.

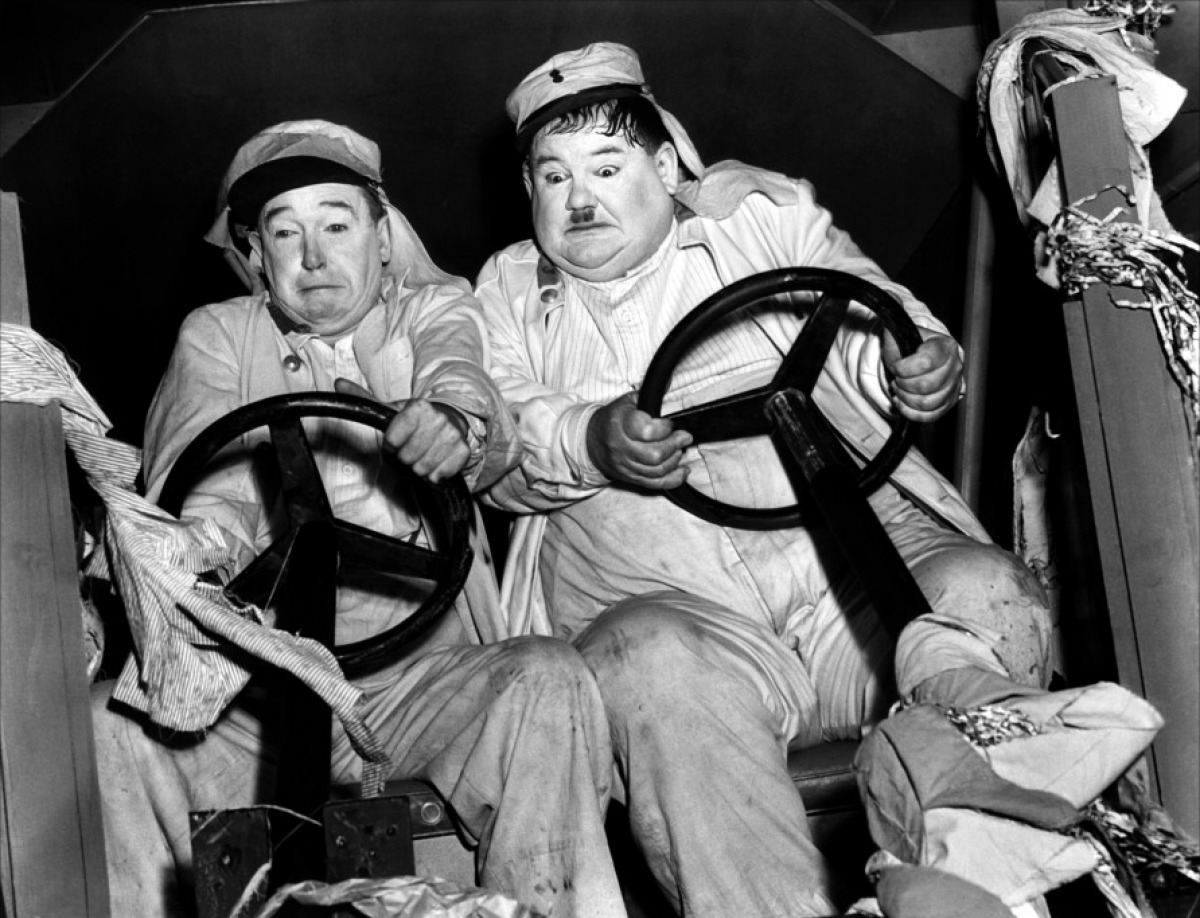
لوريل أند هاردي في فيلم الثنائي الطائر (1939)

في عام 1937، تطلق هاردي وميرتل ريفز. في عام 1939، قدم هاردي فيلم زنوبيا مع هاري لانغدون، في انتظار حل مشكلة تعاقدية بين لوريل وهال روتش. تم الاتفاق على عقود جديدة وتم إقراض الفريق إلى المنتج بوريس موروس في استوديوهات جنرال سرفيس وقدموا فيلم الثنائي الطائر (1939). تعرف هاردي على كاتبة سيناريو تدعى فرجينيا لوسيل جونز وتزوجها في العام المقبل، واستمر زواجهما حتى وفاته.
في عام 1939، قام لوريل وهاردي بتمثيل فيلم أحمق في أكسفورد (1940) (الذي يظهر انعكاس أدوارهما، حيث أصبح أوليفر تابعا لستان الذي أصيب بارتجاج) وحمقى في البحر (1940) قبل مغادرتهما استوديوهات روتش. مثل الثنائي لصالح منظمة الخدمة المتحدة، ودعموا قوات الحلفاء خلال الحرب العالمية الثانية. وتعاونا على صنع أفلام على توينيث سينتوري فوكس ومترو غولدوين ماير. جمع الثنائي مالا كثيرا في الشركات الأكبر، لكن تم تقييد أيديهم من الناحية الفنية؛ ويقول النقاد أن هذه الأفلام افتقرت للصفات التي جعلت من لوريل وهاردي نجوما في جميع أنحاء العالم. وكانت آخر فيلم لهما على فوكس هو «مصارع الثيران» (1945)، وبعد ذلك رفضوا تمديد عقدهم مع الاستوديو.
في عام 1947، قام لوريل وهاردي بجولة استمرت ستة أسابيع في المملكة المتحدة، واستقبلتهم الجموع أينما ذهبوا. تم تمديد الجولة لتشمل الدول الاسكندنافية وبلجيكا وفرنسا، فضلا عن أدائهما أمام القيادة الملكية للملك جورج السادس والملكة إليزابيث. وقال كاتب السيرة جون ماكيب أنهما واصلا الظهور على الهواء في المملكة المتحدة وفرنسا على مدى السنوات القليلة المقبلة، حتى عام 1954، وغالبا ما استخدموا تمثيليات ومواد جديدة من تأليف لوريل.

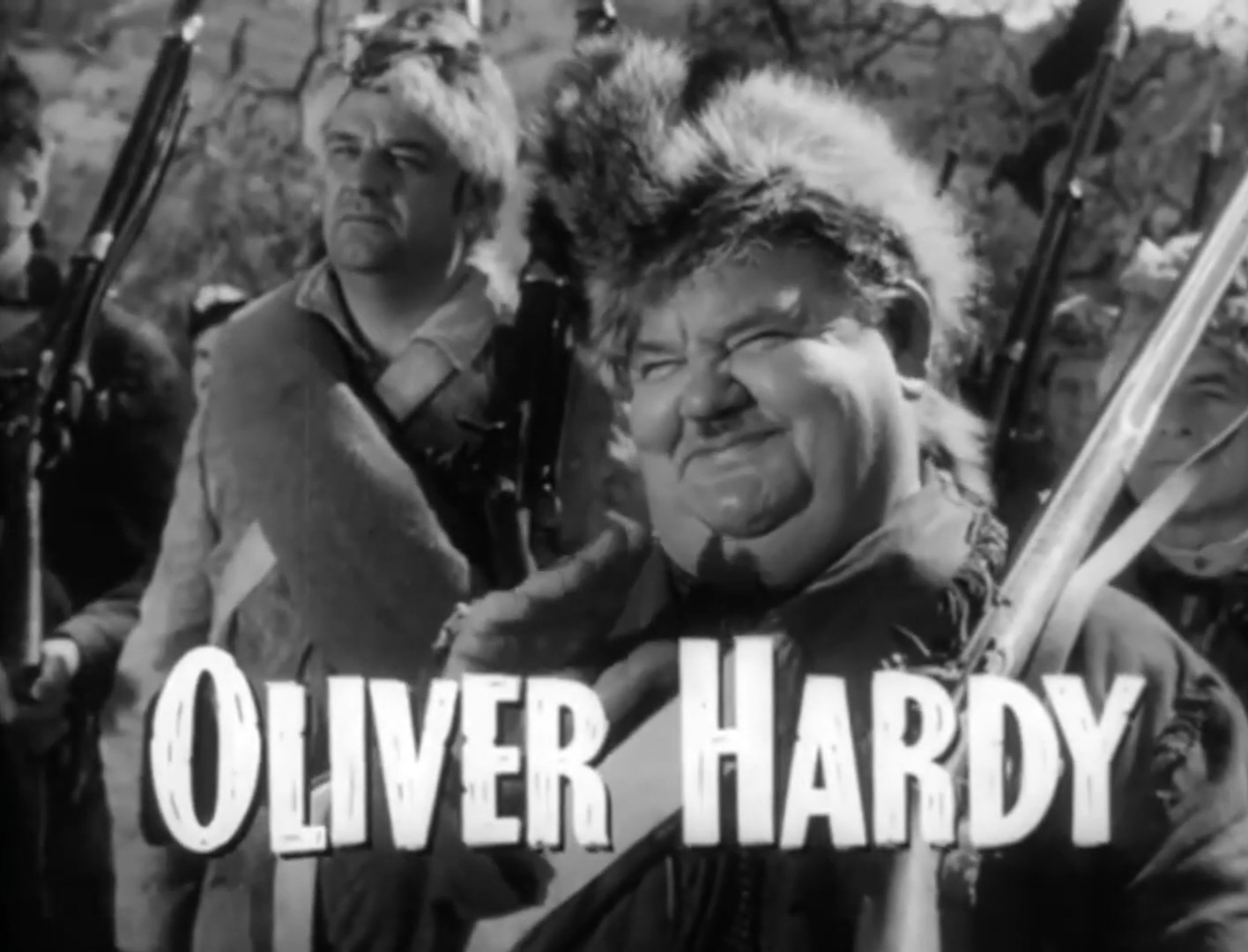
أوليفر هاردي في المقاتل من كنتاكي (1949)

في عام 1949، اتصل صديق هاردي، وهو نجم أفلام الغرب جون وين، به وطلب منه أن يلعب دورا مساندا في فيلم المقاتل من كنتاكي. عمل هاردي سابقا مع واين وجون فورد في إنتاج خيري لمسرحية What Price Glory؟ في حين كان لوريل يتعالج من مرض السكري. تردد هاردي في البداية، إلا أنه قبل الدور بإصرار من شريكه الكوميدي. ثم دعاه فرانك كابرا لاحقا للعب دور شرفي في فيلم Riding High مع بينغ كروسبي في عام 1950.
قدم لوريل وهاردي فيلمهما الأخير في عام 1950، وهو أتول كي (وأصدر أيضا باسم يوتوبيا) وكان بفكرة بسيطة؛ يرث لوريل جزيرة ويذهب إليها الثنائي، ثم واجها عاصفة واكتشفا جزيرة جديدة، وكانت غنية باليورانيوم ما جعلها قوية وثرية. ومع ذلك، تم إنتاج الفيلم من قبل طاقم وممثلين من مختلف الدول الأوروبية، ولم يمكنهم التحدث مع بعضهم البعض. بالإضافة إلى ذلك، اضطر لوريل أن يعيد كتابة السيناريو ليتناسب مع أسلوب الفريق الكوميدي، وعانى كلاهما من أمراض جسدية خطيرة أثناء التصوير.
ظهر أوليفر هاردي مع ستان لوريل مرتين على التلفزيون في عرض مباشر: في عام 1953، في البرنامج الشعبي Face the Music على بي بي سي مع المضيف هنري هول وفي ديسمبر 1954، ثم على إن بي سي على برنامج This Is Your Life. كما ظهر أيضا في لقطات على برنامج This Is Music Hall على تلفزيون بي بي سي في عام 1955، وكان هذا آخر ظهور عام لهما معا.
تلقت حلقتهما على برنامج This Is Your Life تقييمات إيجابية، فتعاقد الاثنان مع هال روتش الابن، لإنتاج سلسلة من البرامج التلفزيونية على مبنية على حكايات ماذر غوس في عام 1955. ذكر كاتب السير جون ماكيب أنه كان من المقرر تصوير السلسلة بالألوان ويعرض على إن بي سي، ولكن تم تأجيل المسلسل عندما أصيب لوريل بجلطة دماغية، والتي تطلبت فترة نقاهة طولية. أصيب هاردي بنوبة قلبية وجلطة دماغية في وقت لاحق من ذلك العام ولم يتعافى منها.

## الوفاة

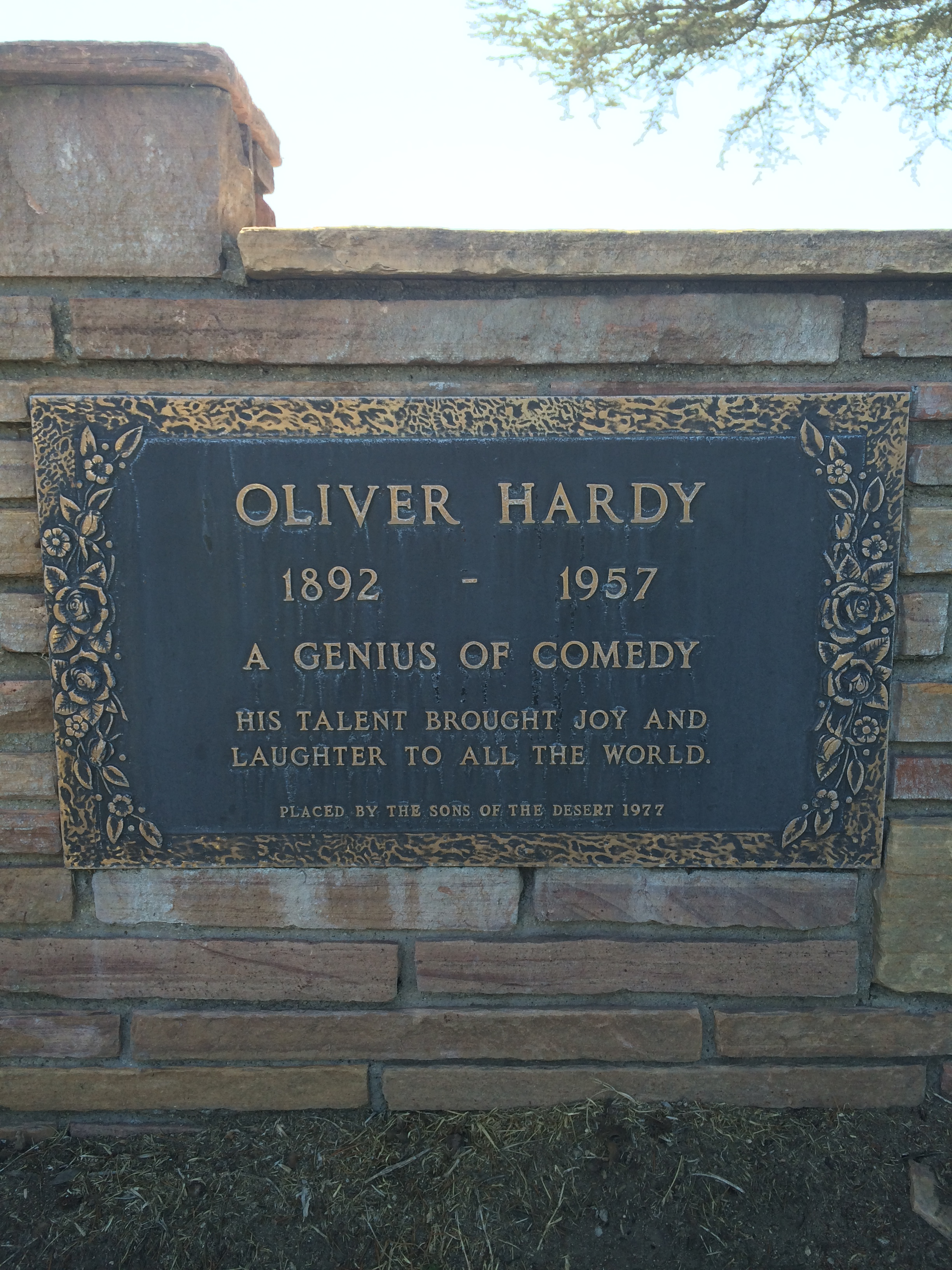
قبر أوليفر هاردي في ميدان فالهالا التذكاري

عانى هاردي من نوبة قلبية خفيفة في مايو 1954. وخلال عام 1956، بدأ يهتم بصحته للمرة الأولى في حياته. وفقد أكثر من 150 رطلا في غضون أشهر، وهو ما غيّر مظهره تماما. أشار لوريل في رسائله أن هاردي كان مصابا بسرطان عضال. وقد اعتقد بعض القراء أن هذا هو السبب الحقيقي لفقدان هاردي السريع لوزنه. وكان كلاهما مدخنا شرها. وقد وصفهما هال روتش بأنهما كانا مثل «مداخن قطار الشحن».
أصيب هاردي بجلطة دماغية قوية في 14 سبتمبر 1956، فأصبح طريح الفراش وغير قادر على الكلام. بقي في المنزل تحت رعاية زوجته لوسيل. وعانى من جلطتين أخريين في أوائل أغسطس 1957 ودخل في غيبوبة لم يفق منها. توفي هاردي من خثرة دماغية في 7 أغسطس 1957 في سن الخامسة والستين. تم حرق جثة هاردي ونثر رماده في الحديقة الماسونية داخل مقبرة حدية فالهالا التذكارية في شمال هوليوود.
كان ستان لوريل مريضا جدا ولم يتمكن من حضور جنازة صديقه وشريكه، قائلا: «سيفهمني بيب».

## الإرث

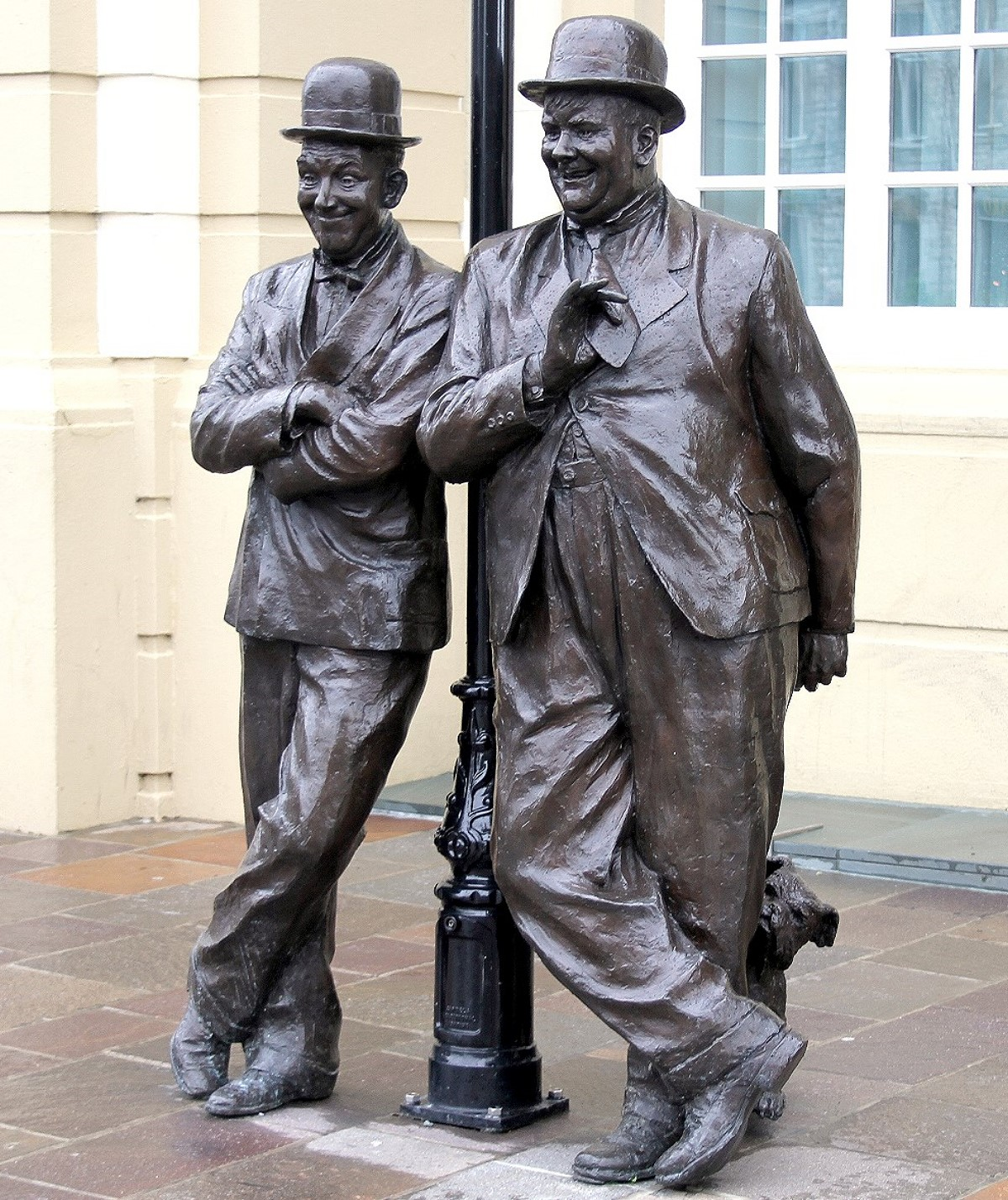
تماثيل لوريل وهاردي خارج مسرح كورونيشن هول في ألفرستون في إقليم كومبريا في إنجلترا

- تقع نجمة هاردي في ممشى المشاهير في هوليوود في 1500 شارع فاين في هوليوود.
- أدخل لوريل وهاردي في جماعة فئران الماء الكبرى، وهي جماعة أخوية خيرية تضم مجموعة الفنانين.[24]
- في عام 1999، أنتج لاري هارمون فيلم فيديو بعنوان «المغامرات الجديدة للوريل وهاردي: من أجل الحب أو المومياء»، من بطولة برونسون بينشوت وغايلارد سارتاين بدور الثنائي.
- هناك متحف صغير للثنائي في مدينة هارلم مسقط رأس هاردي، والذي افتتح في 15 يوليو 2000. يحتفل بأوليفر هاردي بمهرجان في هذه المدينة في أول سبت من أكتوبر في كل عام.
- هناك فيلم قادم بعنوان «ستان وأولي»، حيث يلعب الممثل الأمريكي جون سي رايلي دور هاردي، ويلعب الكوميدي الإنجليزي ستيف كوجان دور لوريل.[25] تم تطوير الفيلم من قبل شركة بي بي سي فيلمز، ويركز على جولتهم الوداعية في بريطانيا عام 1953.[25]

## وصلات خارجية
- أوليفر هاردي على موقع IMDb (الإنجليزية)
- أوليفر هاردي على موقع الموسوعة البريطانية (الإنجليزية)
- أوليفر هاردي على موقع روتن توميتوز (الإنجليزية)
- أوليفر هاردي على موقع مونزينجر (الألمانية)
- أوليفر هاردي على موقع ألو سيني (الفرنسية)
- أوليفر هاردي على موقع ميوزك برينز (الإنجليزية)
- أوليفر هاردي على موقع تيرنر كلاسيك موفيز (الإنجليزية)
- أوليفر هاردي على موقع أول موفي (الإنجليزية)
- أوليفر هاردي على موقع قاعدة بيانات الأفلام السويدية (السويدية)
- أوليفر هاردي على موقع إن إن دي بي (الإنجليزية)
- أوليفر هاردي على موقع فايند أغريف